# João Barbosa
João Barbosa (ur. 11 marca 1975 roku w Porto) – portugalski kierowca wyścigowy.

## Kariera
Barbosa rozpoczął karierę w międzynarodowych wyścigach samochodowych w 1995 roku od startów w Europejskiej Formule Boxer, gdzie zdobył tytuł mistrzowski. W późniejszych latach Portugalczyk pojawiał się także w stawce Włoskiej Formuły 3, Grand Prix Monako Formuły 3, Atlantic Championship, International Sports Racing Series, American Le Mans Series, Grand American Rolex Series, Le Mans Endurance Series, 24-godzinnego wyścigu Le Mans, FIA GT Championship, Le Mans Series, Grand-Am Cup GS, Radical Challenge Portugal, A1 Grand Prix, Grand-Am Rolex Sports Car Series, Superstars International Series, NASCAR K&N Pro Series - West, Intercontinental Le Mans Cup oraz United Sports Car Championship.

## Wyniki w 24h Le Mans
| Rok  | Zespół              | Partnerzy                        | Samochód          | Klasa | Okr. | Poz. | Klasa Pos. |
| ---- | ------------------- | -------------------------------- | ----------------- | ----- | ---- | ---- | ---------- |
| 2004 | Rollcentre Racing   | Martin Short Rob Barff           | Dallara SP1-Judd  | LMP1  | 230  | NU   | NU         |
| 2005 | Rollcentre Racing   | Martin Short Vanina Ickx         | Dallara SP1-Judd  | LMP1  | 318  | 16   | 8          |
| 2006 | Rollcentre Racing   | Martin Short Stuart Moseley      | Radical SR9-Judd  | LMP2  | 294  | 20   | 5          |
| 2007 | Rollcentre Racing   | Stuart Hall Martin Short         | Pescarolo 01-Judd | LMP1  | 347  | 4    | 4          |
| 2008 | Rollcentre Racing   | Stéphan Grégoire Vanina Ickx     | Pescarolo 01-Judd | LMP1  | 352  | 11   | 10         |
| 2009 | Pescarolo Sport     | Christophe Tinseau Bruce Jouanny | Pescarolo 01-Judd | LMP1  | 368  | 8    | 8          |
| 2011 | Level 5 Motorsports | Scott Tucker Christophe Bouchut  | Lola B08/80-HPD   | LMP2  | 319  | 10   | 3          |